# Ветров, Борис Алексеевич
Борис Алексеевич Ветров (род. 27 января 1943) — советский и российский театральный актёр, народный артист России (1995).

## Биография
Борис Алексеевич Ветров родился 27 января 1943 года. Сценическую карьеру начал в 1964 году, был самоучкой. 
С 1976 года — актёр Амурского театра драмы в Благовещенске. Особенно востребованным оказался в 1990-е годы. За время работы в театре сыграл более 80 ролей.
Играл также в Шахтинском драматическом театре имени Погодина.

## Награды
- Заслуженный артист РСФСР (12 июня 1984).
- Народный артист Российской Федерации (27 января 1995) — за большие заслуги в области искусства[1].

## Работы в театре
- «Наполеон и Жозефина» — Наполеон
- «Живой труп» — Фёдор Протасов
- «Самоубийца» — Подсекальников
- «Выходили бабки замуж» Ф. Буляков — старик Абдула
- «Украденное счастье» Ивана Франко — Микола Задорожный
- «Невеста из Парижа» — отец-ветеран
- «Поднятая целина»
- «Любовь, любовь!»
- «Русская народная почта».
- «Обход» И. Шестак